# Coclé (província)
Coclé é uma província do Panamá. Possui uma área de 4.927,40 km² e uma população de 202.461 habitantes (censo 2000), perfazendo uma densidade demográfica de 41,09 hab./km². Sua capital é a cidade de Penonomé.
A província está dividida em 6 distritos (capitais entre parênteses):
- Aguadulce (Aguadulce)
- Antón (Antón)
- La Pintada (La Pintada)
- Natá (Natá)
- Olá (Olá)
- Penonomé (Penonomé)

1. ↑  Google Earth
2. ↑  Provinces of Panama